# Christian Hilfgott Brand

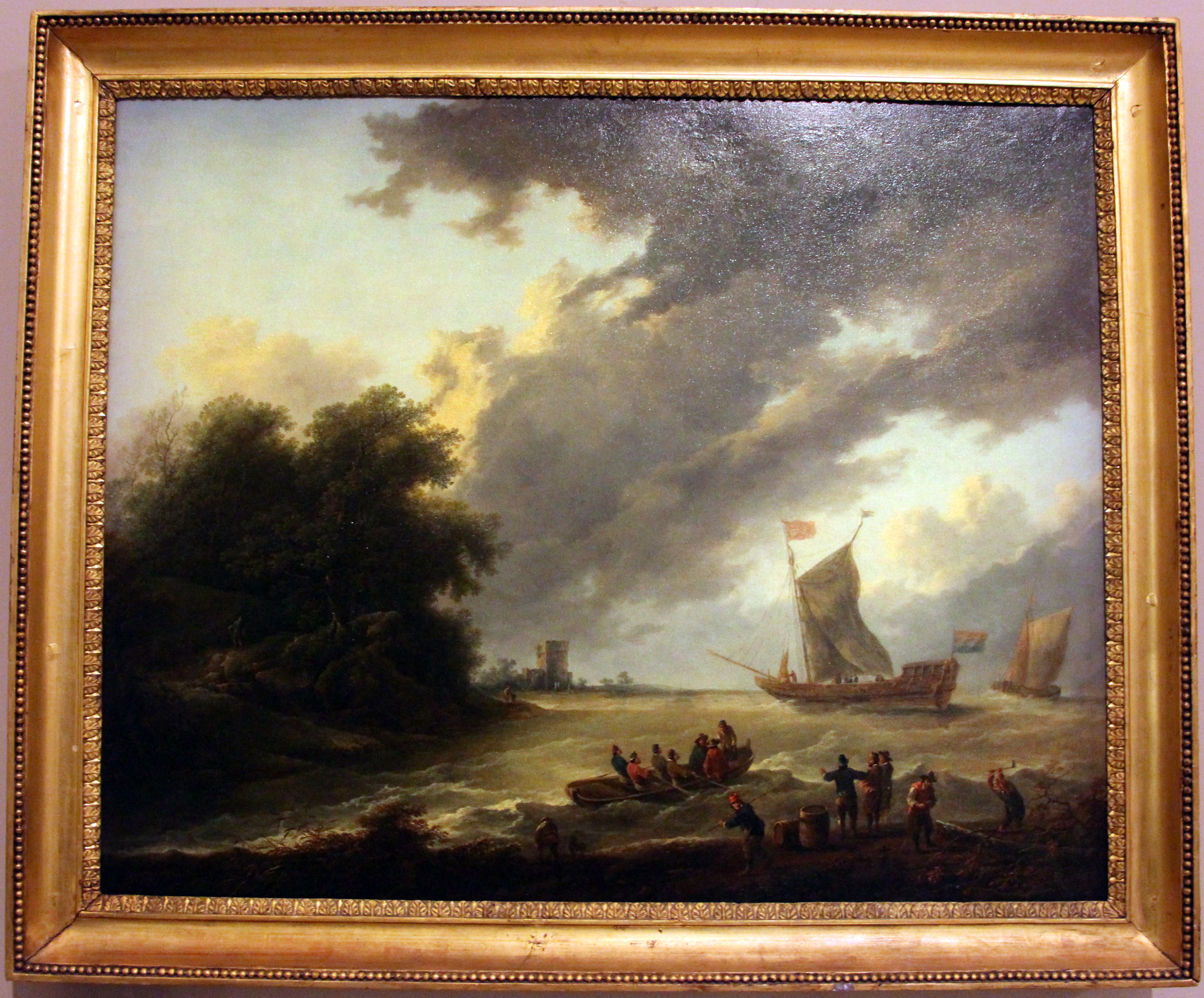
Christian Hilfgott Brand art

Christian Hilfgott Brand (Frankfurt (Oder), 1695. március 16. – Bécs, 1756. július 22.) német tájképfestő.

## Életútja
1722-től már Bécsben élt és tanult a bécsi Képzőművészeti Akadémián. Mestere Christoph Ludwig Agricola barokk tájképfestő volt, de sokat merített a németalföldi tájképfestészetből is. 1738-tól udvari festő volt a bécsi Habsburg császároknál.
Festményeire jellemző a fény és árnyékviszonyok (chiaroscuro) alkalmazása. Mestere nyomán festett Folyóparton című munkáját a budapesti Szépművészeti Múzeum őrzi.
Legkiválóbb tanítványainak egyike saját fia Johann Christian Brand (1722-1795) tájképfestő és rézkarcoló.

## Olajfestményeiből
- Hegyvidéki táj ősi romokkal egy dombon (olaj, vászon , 213,5 x 159,5 cm)
- Tájkép tehénnel, patakkal (olaj, vászon , 213,5 x 159,5 cm)
- Nagy erdős táj (olaj, vászon, több panel, 20 x 26,5 cm)
- Hegyi táj utazókkal (olaj, vászon , 175 x 115 cm)[7]